# De Wallen
De Wallen, connu internationalement sous le nom de Red Light District (parfois traduit en français comme « quartier rouge d'Amsterdam »), est le quartier le plus ancien et le plus important quartier chaud d'Amsterdam (Pays-Bas), ce qui en fait une attraction touristique majeure. 

## Toponyme
Le nom néerlandais de De Wallen (« Les Remparts ») est dû au fait que ce quartier, la vieille ville, était enclos au Moyen Âge et à la Renaissance dans ses remparts :
- Avant 1385, à l'ouest, le Nieuwezijds Voorburgwal (littéralement : « Nouveau côté devant le rempart du bourg ») et à l'est, le Oudezijds Voorburgwal (« Vieux côté devant le rempart du bourg ») ;
- Après son extension vers 1385, à l'ouest, le Nieuwezijds Achterburgwal (« Nouveau côté derrière le rempart du bourg » - devenu la Spuistraat) et à l'est, le Oudezijds Achterburgwal (« Vieux côté derrière le rempart du bourg »).

## Présentation
Le quartier est situé au cœur de la partie la plus ancienne de la ville et en couvre plusieurs blocs. De Wallen est un réseau de ruelles où plusieurs centaines de prostitué(e)s, se trouvant le plus souvent derrière des « vitrines » traditionnellement éclairées par des lumières rouges (ce qui explique le nom anglophone du quartier), proposent leurs services. Le secteur compte également un certain nombre de sex-shops, peep shows, un musée de l'érotisme et de nombreux coffee shops où l'on peut acheter du cannabis. Si la vente est légale sous certaines conditions, l'achat est seulement toléré[pas clair].
Da Wallen couvre approximativement 6 500 mètres carrés. Le quartier est limité par le Niezel au nord, Nieuwmarkt à l'est, la Sint Jansstraat au sud et la Warmoesstraat à l'ouest. Oudekerksplein, où se trouve la Oude Kerk en constitue le cœur.

## Histoire
La Oude Kerk (« vieille église »), construite au XIIIe siècle dans ce qui est alors le centre de la ville, est le bâtiment le plus ancien d’Amsterdam. La Warmoesstraat voisine date de la même époque.
Avant 1578, l’Oudezijde (le « vieux côté ») abrite encore des monastères, mais on trouve dès cette époque des prostituées et des maisons closes dans le quartier de plus en plus délaissé au profit de la Nieuwezijde (le « côté neuf »). À la fin du XIXe siècle et au début du XXe siècle, alors que la vieille ville est largement laissée à l’abandon et délabrée, la prostitution se pratique aussi dans la rue.
Elle est réglementée à partir des années 20 : les prostituées ne sont plus autorisées à attirer les clients dans la rue ou dans l'embrasure des portes, mais peuvent le faire assises derrière des fenêtres aux rideaux entrouverts. C’est ainsi que se systématisent les vitrines du Red Light District. Et la prostitution y augmente de façon spectaculaire à partir des années 1960.

## Législation
La prostitution est légale aux Pays-Bas, sauf dans la rue. Cependant, seuls les citoyens de l'Union européenne peuvent travailler légalement dans l'industrie du sexe, les ressortissants d'autres pays étrangers ne pouvant pas obtenir de permis de travail dans ce domaine.

## Proxénétismeet trafic humain
Pour l'Office des Nations unies contre la drogue et le crime (ONUDC), les Pays-Bas sont l'une des principales destinations des personnes victimes de trafic humain, et les autorités de la ville s'inquiètent que des organisations criminelles s'implantent à Amsterdam. La majorité des prostituées de De Wallen sont étrangères, de même que leurs souteneurs ; plus de 75 % d'entre elles seraient originaires d'Europe de l'Est, d'Afrique et d'Asie.